# Peter Sundelin
Peter Nils Sundelin (ur. 13 stycznia 1947 w Nacka) – szwedzki żeglarz sportowy. Złoty medalista olimpijski z Meksyku.
Zawody w 1968 były jego pierwszymi igrzyskami olimpijskimi, startował również na IO 72, IO 76, IO 80. Triumfował w klasie 5,5 m. Załogę uzupełniali jego bracia Ulf (sternik) i Jörgen. Olimpijczykiem był również ich kuzyn, Stefan.